# Vojtěch Hačecký
Vojtěch Hačecký (Praga, 29 marzo 1987) è un ex ciclista su strada ed ex pistard ceco.

## Palmarès

### Strada
- 2009 (ASC Dukla Praha, tre vittorie)

Classifica generale Tour du Loiret
Campionati cechi, Prova a cronometro Under-23
1ª tappa Grand Prix Tell (Staffelbach > Staffelbach)
- 2012 (ASC Dukla Praha, una vittoria)

6ª tappa Tour of Iran (Azerbaigian) (Tabriz > Tabriz)
- 2016 (Whirlpool-Author, una vittoria)

Memoriał Grundmanna i Wizowskiego

#### Altri successi
- 2016 (Whirlpool-Author)

Campionati cechi, Cronosquadre (con Alois Kaňkovský, Michael Kukrle e Martin Hunal)
- 2017 (Elkov-Author Cycling Team)

1ª tappa Giro della Repubblica Ceca (Uničov, cronosquadre)

### Pista
- 2007

UIV Cup Zurigo, Under-23 (con Martin Hačecký)
- 2008

UIV Cup Fiorenzuola d'Arda, Under-23 (con Martin Hačecký)
Campionati cechi, Corsa a punti
- 2009

Campionati europei, Americana Under-23 (con Jan Dostál)
- 2012

3ª prova Coppa del mondo 2011-2012, Americana (Pechino, con Martin Bláha)
- 2013

Campionati cechi, Corsa a punti
- 2016

Campionati cechi, Americana (con Alois Kankovský)

## Piazzamenti

### Competizioni mondiali
- Campionati del mondo su pista

Los Angeles 2004 - Inseguimento individuale Junior: 17º
Los Angeles 2004 - Americana Junior: 9º
Vienna 2005 - Americana Junior: 5º
Vienna 2005 - Inseguimento a squadre Junior: 12º
Melbourne 2012 - Americana: 8º
Melbourne 2012 - Americana: 6º
Cali 2014 - Americana: 2º
Saint-Quentin-en-Yvelines 2015 - Corsa a punti: 13º
Saint-Quentin-en-Yvelines 2015 - Americana: 6º
Londra 2016 - Scratch: 6º
Londra 2016 - Americana: 8º
- Campionati del mondo su strada

Mendrisio 2009 - Cronometro Under-23: 36º
Mendrisio 2009 - In linea Under-23: 65º
Doha 2016 - In linea Elite: ritirato
Innsbruck 2018 - Cronosquadre: 12º

### Competizioni europee
- Campionati europei su pista

Minsk 2009 - Americana Under-23: vincitore
Minsk 2009 - Corsa a punti Under-23: 4º
Apeldoorn 2011 - Americana: 15º
Apeldoorn 2013 - Corsa a punti: 19º
Apeldoorn 2013 - Americana: 6º
Grenchen 2015 - Americana: 9º
- Campionati europei su strada

Hooglede-Gits 2009 - Cronometro Under-23: 15º
Hooglede-Gits 2009 - In linea Under-23: 9º
Glasgow 2018 - In linea Elite: ritirato